# Scot Mendelson
Scot Mendelson ( 21 de febrero de 1969 ) es un potencista estadounidense campeón mundial de press de banca. Mendelson logró levantar 1008 libras (casi 458 kg) el 18 de febrero de 2006, superando el récord de 1005 libras (456 kg) logrado por Gene Rychlak en noviembre de 2004. En esa ocasión Mendelson también intentó levantar 466 y 467 kg pero a pesar de tener a varios expertos en powerlifting ayudándolo, no pudo, aunque piensa volver a intentarlo en los próximos años.
Scot Mendelson es judío, y creció en Brooklyn, Nueva York. Vive con su esposa y sus tres hijos en Pasadena, California, y tiene un gimnasio allí.